# VALORANT Champions Tour
VALORANT Champions Tour（ヴァロラント・チャンピオンズ・ツアー、略称：VCT）は、Riot Gamesが主催するVALORANTのトーナメントシリーズ。eスポーツの競技タイトルとして活発に興行展開されている。VCTのフォーマットはシーズンごとに変更が行われており、当初の構想とは違う内容が採用されることもある。

## 歴史

### 2020年：初の公式大会開催
2020年9月、Riot GamesはVALORANTにおける競技シーンの基盤を築くため、初の地域別公式大会「First Strike」の開催を発表した。同年11月25日、Riot Gamesは「Challengers」「Masters」「Champions」の3段階に構成されたトーナメントシリーズ「VALORANT Champions Tour」を発表した。

### 2021年 - 2022年：オープン予選形式
Challengersでは7つの地域で大会が開催され、上位チームにMastersへの出場権が与えられる。Championsに出場するには、Challengers、Mastersの結果をもとに加算されるサーキットポイントで上位になる必要がある。各地域でのランキング上位の合計10チームと、各地域でのLast Chance Qualifier（最終予選）から合計6チームがChampionsに出場する。
2021年2月、女性やトランスジェンダーなど多様なジェンダー選手のための補完的なトーナメントシリーズ「VCT Game Changers」を発表した。Riot GamesはGame Changersを通じて、多様なジェンダー選手の数を増やし、Challengersなどへの選手進出を目標としている。

### 2023年 - 現在：パートナーシップ形式
2022年4月、Riot Gamesは2023年シーズンから新しいフォーマットを開始すると発表した。従来の7地域（北アメリカ、EMEA、アジア太平洋、韓国、日本、ブラジル、ラテンアメリカ）に代わり、3つの国際地域（Americas、EMEA、Pacific）に再編され、それぞれの地域で従来のChallengersに代わるリーグ「インターナショナルリーグ（IL）」が設けられた。これらのリーグは、MastersとChampionsの出場権を得るための大会となっている。同年9月21日、Riot Gamesは新しいパートナーシップ形式の一部として選出された30チームを発表した。
Riot GamesはILを創設するにあたり、
- 「常にファンを最優先し、多様性豊かなコミュニティーを称え、プロ選手の支援に全力を尽くす」という私たちのビジョンに賛同する組織
- 優れたコンテンツ、魅力的なブランド、求心力のあるロスターを持続的に展開することでファンとの深いつながりを築いてきた組織
- 長期的視点を持ち、事業継続性を意識した経営をしている組織

この3つの条件を満たしたチームをパートナーチームとして選出しており、2022年シーズンまでの競技成績は決定的要因としていないと発表している。パートナーチームに選出されたチームに降格システムはない。日本からはZETA DIVISIONとDetonatioN FocusMeが選出され、VCT Pacificに所属している。選出されなかったチームや新規参入チームは、国内大会・地域大会の名称となった「Challengers」と、その優勝チームのみが出場できる「Ascension」を勝ち抜き、IL昇格を目指す。IL出場資格のないチームはグローバルイベントに出場することができなくなった。これに伴い、IL（Tier 1）と、それ以外のチームが参加するChallengers・Ascension（Tier 2）の構造が形成された。
2023年8月、Riot Gamesは2024年シーズンからILに4つ目のリーグとしてChina（中国）が加わると発表し、新たにパートナーチームを10チーム選出した。また、同年に実施されたAscensionでDragon Ranger Gamingが優勝し、IL昇格を果たした。
2023年シーズンは、3地域で各10チームによるリーグ戦が行われていた。各地域で開催されたAscensionの優勝チームが2024年シーズンより昇格し、Chinaリーグの新設もあわせて、2024年シーズンは4地域・各11チーム体制となった。2025年シーズンでは、各リーグがパートナーチーム10チーム＋非パートナーチーム最大2チームの構成となり、「1リーグ12チーム制」が確立された。
ILに昇格した非パートナーチームは、2024年シーズンまでは成績に関係なく2年後に自動降格する形式だったが、2025年シーズンからは変更となり、リーグに残留し続けられる可能性も生まれた一方、1年で降格するリスクも生じることとなった（詳細は後述。最初の非パートナーチームがILに昇格して2年目のシーズンからの変更だったため、自動降格したチームは存在しない）。
2024年6月、Riot GamesはChallengersの通年化を発表した。さらに同年8月、2025年シーズンからパートナーチームが保有するアカデミーチームがChallengersに出場できるようになることを発表した。ただし、成績に関係なくAscensionへの出場はできない。
2024年10月、Riot GamesはVCT Pacificに所属する非パートナーチームのBleed Esportsが「チーム参加契約に基づく重要な報告義務およびその他の重要な責務の遵守を怠った」として、VCTならびにVCT Pacificからの除名を発表した。同時に、同年のAscensionで準優勝だったBOOM Esportsを2025年シーズンからILに昇格させることも発表した。
2025年5月、Riot GamesはVCTの将来的な構造改革に関する方針を発表した。2023年に開始されたパートナーシップ形式は「第一サイクル」と位置付けられ、2026年シーズンを持って一旦の区切りとする構想が示された。発表時点では設計構想はまだ初期段階であるとしながらも、2027年シーズン以降はTier 1とTier 2の垣根を見直し、より開かれた競技構造への移行を目指す方針が明かされた。

## 大会・出場チーム一覧
VCTの大会は以下の通り。グローバルイベント・インターナショナルリーグは全てオフラインで開催される。国内大会・地域大会は基本的にオンライン、決勝など一部はオフラインで開催される。

### グローバルイベント・インターナショナルリーグ
- Kickoff - 各リーグで開催されるシーズン最初のイベント。前年度Champions出場チームがシードを得た状態でダブルエリミネーション形式のトーナメントを行い、上位2チームずつがMasters 1に進出する。
- インターナショナルリーグ (IL Stage 1-2) - 各リーグで二度開催されるイベント。Stageごとに各6チームずつの2グループに振り分け、その中で総当たりのリーグ戦を行い、上位4チームずつの合計8チームがプレイオフに進出する。プレイオフでは各グループ1位のチームはシードを得た状態から、各グループ4位のチームはローワーブラケットからダブルエリミネーション形式のトーナメントを行う[23]。IL Stage 1では上位3チームずつがMasters 2に進出する。IL Stage 2では上位2チームのほか、獲得チャンピオンシップポイントのリーグ上位2チームを含む合計4チームずつがChampionsに進出する。
- VALORANT Masters - シーズン暫定王者を決めるグローバルイベント。一年に二度開催される。
- VALORANT Champions - そのシーズンの世界チャンピオンを決めるグローバルイベント。年間を通じて一度だけ開催される。
- VALORANT Game Changers Championship - 女性やトランスジェンダーなど多様なジェンダー選手のために開催される、シーズン最後のグローバルイベント。

チャンピオンシップポイントは、ILのリーグ戦で1回勝利するごとにチームに1ポイント付与される。その他に、Kickoff、IL Stage 1のプレイオフ、Masters 1、IL Stage 2のプレイオフの上位4チームと、Masters 2の上位6チームにも順位に応じたポイントが付与される。シーズン後半のイベントになるほど付与されるポイントが増える傾向にある。シーズンが変わるとチャンピオンシップポイントはリセットされる。
| VCT Americas (ロサンゼルス) | VCT EMEA (ベルリン) | VCT Pacific (ソウル) | VCT China (上海)     |
| パートナーチーム            | パートナーチーム    | パートナーチーム     | パートナーチーム     |
| --------------------------- | ------------------- | -------------------- | -------------------- |
| 100 Thieves                 | BBL Esports         | DetonatioN FocusMe   | All Gamers           |
| Cloud9                      | Fnatic              | DRX                  | Bilibili Gaming      |
| Evil Geniuses               | FUT Esports         | Gen.G                | EDward Gaming        |
| FURIA Esports               | GiantX              | Global Esports       | FunPlus Phoenix      |
| KRÜ Esports                 | Karmine Corp        | Paper Rex            | JD Gaming            |
| Leviatán                    | KOI                 | Rex Regum Qeon       | Nova Esports         |
| LOUD                        | Natus Vincere       | T1                   | Titan Esports Club   |
| MIBR                        | Team Heretics       | Talon Esports        | Trace Esports        |
| NRG Esports                 | Team Liquid         | Team Secret          | Tyloo                |
| Sentinels                   | Team Vitality       | ZETA DIVISION        | Wolves Esports       |
| 非パートナーチーム          |                     |                      |                      |
| G2 Esports                  | Gentle Mates        | Nongshim RedForce    | Dragon Ranger Gaming |
| 2GAME Esports               | Apeks               | BOOM Esports         | XLG Esports          |

### 国内大会・地域大会
- VALORANT Challengers (Split 1-3) - ILの出場資格が無いチームを対象にした、国・地域ごとに開催される大会。国・地域によっては「Split」ではなく「Stage」と表記される場合もある。
- Ascension - Challengers Split 3のプレイオフ優勝チームや、年間成績上位チームなどがリーグの地域に対応したグループに振り分けられ、次年度のILへの出場権をかけて戦う地域大会。同年のILに出場していた非パートナーチームが参加する場合もある。
- VALORANT Game Changers - 女性やトランスジェンダーなど多様なジェンダー選手のために、国・地域ごとに開催される大会。出場チームはこの大会を勝ち抜き、Championshipへの出場を目指す。

現在、世界王者を決定するグローバルイベントには、ILに所属するチームのみが出場できる形式となっている。それ以外のチームはChallengers、さらにAscensionでの勝ち抜きを目指す。Challengersの開催形式や出場枠は国・地域によって大きく異なっており、例としてChallengers Japanと完全に同じ形式を採用している国・地域は存在しない。
ILに出場する各リーグ2チームの非パートナーチームは、シーズン終了時の成績に基づいて「延長（IL出場期間が1年追加）」「争奪（同年のAscensionに出場）」「降格」のいずれかに決まる。Championsに出場した場合は「延長」、Stage 2のプレイオフに進出するか、獲得チャンピオンシップポイントがリーグ上位8位以内でシーズンを終えた場合は「争奪」、どの条件も満たせなかった場合は「降格」となる。2チームともChampionsに出場した場合は、Championsでより優れた成績を残したチームが「延長」、もう1つのチームが「争奪」となる。この結果によってAscension出場枠が変動することもある。2チームとも「争奪」や「降格」となった場合は、同年のAscensionでの上位2チームがILに昇格または再昇格する。

### ゲーム内モード
- Premier - ゲーム内のコンペティティブシステムの一部。このモードがオープン予選となり、競技シーン入りを目指すことになる。

Riot Gamesは、Premierは「プロへの道筋」の基礎となる部分であり、ゲーム内から直結するChampionsへの出発点としている。5人のプレイヤーを含めたチームが、まずはこのモードからChallengers出場を目指して戦う。

### 過去に開催されていた大会
- Last Chance Qualifier - 通称LCQ。Champions直前に開催され、その時点でChampionsの出場資格が無い対象のチームが出場権をかけて戦う。2023年シーズンでのILの創設に伴い出場資格が変更され、2024年シーズンでのチャンピオンシップポイントの導入に伴い廃止された。
- LOCK//IN - 2023年シーズンでのみ実施されたグローバルイベント。各リーグの全30チームと、中国で開催された大会「FGC VALORANT」から上位2チームが出場。優勝チームが所属するリーグはMasters Tokyoの出場枠が1枠追加される。2023年シーズンはILが創設されたシーズンであり、「各チームの準備期間確保のため、ILを1回のみの開催とする」「グローバルイベントに中国のチームを招待する」など、特殊な内容のシーズンとなった。
- VCT Challengers (Stage 1-3) - Masters・Championsの予選となる地域大会。2022年シーズンではStage数が縮小され、2023年シーズンでのILの創設に伴い廃止された。

## 結果

### グローバルイベント 優勝チーム
| 開催年 | 大会名                     | 開催場所         | 決勝            | 決勝   | 決勝   | 決勝           | 賞金総額   |
| 開催年 | 大会名                     | 開催場所         | 優勝            | スコア | スコア | 準優勝         | 賞金総額   |
| ------ | -------------------------- | ---------------- | --------------- | ------ | ------ | -------------- | ---------- |
| 2021   | Stage 2 Masters Reykjavík  | レイキャヴィーク | Sentinels       | 3      | 0      | Fnatic         | $600,000   |
| 2021   | Stage 3 Masters Berlin     | ベルリン         | Gambit Esports  | 3      | 0      | Team Envy      | $700,000   |
| 2021   | Champions                  | ベルリン         | Acend           | 3      | 2      | Gambit Esports | $1,000,000 |
| 2022   | Stage 1 Masters Reykjavík  | レイキャヴィーク | OpTic Gaming    | 3      | 0      | LOUD           | $675,000   |
| 2022   | Stage 2 Masters Copenhagen | コペンハーゲン   | FunPlus Phoenix | 3      | 2      | Paper Rex      | $650,000   |
| 2022   | Champions                  | イスタンブール   | LOUD            | 3      | 1      | OpTic Gaming   | $1,000,000 |
| 2023   | LOCK//IN                   | サンパウロ       | Fnatic          | 3      | 2      | LOUD           | $500,000   |
| 2023   | Masters Tokyo              | 千葉市           | Fnatic          | 3      | 0      | Evil Geniuses  | $1,000,000 |
| 2023   | Champions                  | ロサンゼルス     | Evil Geniuses   | 3      | 1      | Paper Rex      | $2,250,000 |
| 2024   | Masters Madrid             | マドリード       | Sentinels       | 3      | 2      | Gen.G          | $500,000   |
| 2024   | Masters Shanghai           | 上海             | Gen.G           | 3      | 2      | Team Heretics  | $1,000,000 |
| 2024   | Champions                  | ソウル           | EDward Gaming   | 3      | 2      | Team Heretics  | $2,250,000 |
| 2025   | Masters Bangkok            | バンコク         | T1              | 3      | 2      | G2 Esports     | $500,000   |
| 2025   | Masters Toronto            | トロント         | Paper Rex       | 3      | 1      | Fnatic         | $1,000,000 |
| 2025   | Champions                  | パリ             | TBD             | -      | -      | TBD            | $2,250,000 |

#### リーグ地域別タイトル数
| 地域         | Champions | Masters | 合計 |
| ------------ | --------- | ------- | ---- |
| VCT Americas | 2         | 3       | 5    |
| VCT EMEA     | 1         | 4       | 5    |
| VCT Pacific  | 0         | 3       | 3    |
| VCT China    | 1         | 0       | 1    |

### インターナショナルリーグ 優勝チーム
| 開催年 | タイトル             | VCT Americas | VCT EMEA      | VCT Pacific    | VCT China     |
| ------ | -------------------- | ------------ | ------------- | -------------- | ------------- |
| 2023   | International League | LOUD         | Team Liquid   | Paper Rex      | N/A           |
| 2024   | Kickoff              | Sentinels    | Karmine Corp  | Gen.G          | EDward Gaming |
| 2024   | Stage 1              | 100 Thieves  | Fnatic        | Paper Rex      | EDward Gaming |
| 2024   | Stage 2              | Leviatán     | Fnatic        | Gen.G          | EDward Gaming |
| 2025   | Kickoff              | G2 Esports   | Team Vitality | DRX            | EDward Gaming |
| 2025   | Stage 1              | G2 Esports   | Fnatic        | Rex Regum Qeon | XLG Esports   |
| 2025   | Stage 2              | TBD          | TBD           | TBD            | TBD           |

### Ascension 優勝チーム
| 開催年 | VCT Americas  | VCT EMEA     | VCT Pacific      | VCT China            |
| ------ | ------------- | ------------ | ---------------- | -------------------- |
| 2023   | The Guard     | Gentle Mates | Bleed Esports    | Dragon Ranger Gaming |
| 2024   | 2GAME Esports | Apeks        | Sin Prisa Gaming | XLG Esports          |
| 2025   | TBD           | TBD          | TBD              | TBD                  |

### Game Changers Championship 優勝チーム
| 開催年 | 開催場所   | 決勝              | 決勝   | 決勝   | 決勝                 |
| 開催年 | 開催場所   | 優勝              | スコア | スコア | 準優勝               |
| ------ | ---------- | ----------------- | ------ | ------ | -------------------- |
| 2022   | ベルリン   | G2 Gozen          | 3      | 2      | Shopify Rebellion GC |
| 2023   | サンパウロ | Shopify Rebellion | 3      | 2      | Team Liquid Brazil   |
| 2024   | ベルリン   | Shopify Rebellion | 3      | 0      | MIBR GC              |
| 2025   | ソウル     | TBD               | -      | -      | TBD                  |